# Dansk Blåkvæg
Dansk Blåkvæg eller internationalt Belgisk Blåhvid er en kødkvægsrace, der stammer fra Belgien. På fransk kaldes kvæget for Race de la Moyenne et Haute Belgique eller mere almindeligt Blanc Bleu Belge. På engelsk kaldes det for Belgian Blue. Belgisk Blåhvid er ekstremt mager, hyper-skulpturel og har dobbeltmuskulatur. Dobbeltmuskulaturen skyldes en naturligt opstået genmutation, som kaldes for myostatin, den giver en markant forøgelse af antallet af muskelfibre.
Dette særkende med dobbeltmuskulatur er et træk som deles med den italienske kødkvægsrace Piedmontese kvæg. Begge racer har forøgede evner til at omdanne foder til magre muskler. Dansk Blåkvæg er navngivet efter deres typiske blå-grå dyrehårsfarve, men farverne kan også være hvid eller sort.

## I Danmark
I 2011 skiftede Landsforeningen for Belgisk Blåhvidt Kvæg i Danmark navn til Blåkvæg Danmark. Samtidigt med at kvægavlerforeningen skiftede navn, så blev kvægracens navn i Danmark ændret til Dansk Blåkvæg. Årsagen var at foreningen tog afstand fra praksis med forebyggende kejsersnit, som er almindelig hos Belgisk Blåhvid kvægavlere i Belgien. I Danmark satser kvægavlerne på en variant af racen, som også har dobbeltmuskulatur, men hvor kælvninger forekommer naturligt. Blåkvæg Danmark droppede derfor avlssamarbejde med kvægavlere i Belgien og samarbejder i dag med kvægavlere i England.
Dansk Blåkvæg er den hyppigst benyttede kødkvægsrace ved inseminationer i Danmark. Det skyldes at insemination af malkekøer med sæd fra Dansk Blåkvæg tyre giver et afkom, der er meget velegnet til kødproduktion.
Dansk Blåkvæg blev indført i Danmark i 1970'erne, hvor der blev oprettet en avlsbesætning på Frijsenborg Gods.